# Matthieu Gourdain
Matthieu Roger Jean Gourdain (ur. 4 maja 1974 w Vernon) – francuski szermierz szablista, dwukrotny medalista olimpijski i czterokrotny medalista mistrzostw świata.
Na igrzyskach olimpijskich w Sydney w 2000 roku zajął drugie miejsce w konkursie indywidualnym, przegrywając w finale z Rumunem Mihaiem Covaliu 12:15. Na tej samej imprezie reprezentacja Francji w składzie: Matthieu Gourdain, Julien Pillet, Cedric Seguin i Damien Touya zajęła drużynowo drugie miejsce. 
Podczas mistrzostw świata w Kapsztadzie w 1997 roku razem z Damienem Touyą, Jean-Philippe'em Daurelle'em i Gaëlem Touyą zdobył złoty medal drużynowo. Na rozgrywanych rok później mistrzostwach świata w Chaux-de-Fonds Francuzi w tym samym składzie zdobyli srebrny medal. Następnie wspólnie z Damienem Touyą, Jean-Philippe'em Daurelle'em i Julienem Pilletem zwyciężył w tej konkurencji podczas mistrzostw świata w Seulu w 1999 roku. Zdobył również brązowy medal indywidualnie podczas mistrzostw świata w Nîmes w 2001 roku, plasując się za Rosjaninem Stanisławem Pozdniakowem i Julienem Pilletem.. 
Ponadto zdobył srebro indywidualnie na mistrzostwach Europy w Limoges w 1996 i złoto w drużynie na mistrzostwach Europy w Bolzano w 1999.